# Russ Courtnall
Russ Courtnall (Kanada, Brit Columbia, Duncan, 1965. január 2. –) profi jégkorongozó.

## Karrier
Komolyabb junior karrierjét a Western Hockey League-es Victoria Cougarsban kezdte 1982 és 1984-ig itt játszott. Az 1983-as NHL-drafton a Toronto Maple Leafs választotta ki az első kör hetedik helyén. A Toronto Maple Leafsban kezdte a profi karriejét ahol 1988-ig játszott. Legjobb idényében 73 pontot szerzett. Az 1988–1989-es idényben a Montréal Canadienshez került ahol 1992-ig játszott.  Az első montreali idényében elérték a Stanley-kupa döntőt de ott alul maradtak a szintén kanadai Calgary Flamesszel szemben. Legjobb idényében 76 pontot szerzett a Canadiens mezében. 1992–1993-ban a Minnesota North Stars játékosa lett de a csapat a következő idényben átköltözött Dallasba így egy új csapat jött létre a National Hockey League-ben, a Dallas Stars. 1993–1994-ben érte el a legjobb idényét a pályafutása során: 80 pontot szerzett. 1995-ben a Vancouver Canucksba került, ahol 1997-ig játszott. Itt a legjobb szezonjában 65 pontot és +25-ös mutatót produkált. 1997-ben átkerült a keleti-partra a New York Rangersbe 14 mérkőzésre és 15 rájátszás mérkőzésre. 1997–1999 között a Los Angeles Kings játékosa volt majd a szezon végén visszavonult.

## Nemzetközi szereplés
Első válogatottbeli szereplés az 1984-es U-20-as jégkorong-világbajnokság volt. A negyedikek lettek és ő a kanadai táblázat negyedik helyén zárt. Részt vett az 1984-es téli olimpián és 1983–1984-ben a válogatott keret tagja volt. A következő nagy tornája az 1991-es jégkorong-világbajnokság volt. Világbajnoki ezüstéremmel térhetett haza. Utolsó nagy eseménye a válogatottban az 1991-es Kanada-kupa volt. Ez volt az utolsó Kanada-kupa, amit megrendeztek. Megnyerték a tornát.

## Díjai
- Világbajnoki ezüstérem: 1991
- Kanada-kupa aranyérem: 1991
- NHL All-Star Gála: 1994

## Karrier statisztika
| 1982–1983       | Victoria Cougars      | WHL             | 60   | 36  | 61  | 97  | 33  | 12  | 11 | 7  | 18 | 6  |
| 1983–1984       | Victoria Cougars      | WHL             | 32   | 29  | 27  | 66  | 63  | —   | —  | —  | —  | —  |
| 1983–1984       | Toronto Maple Leafs   | NHL             | 14   | 3   | 9   | 12  | 6   | —   | —  | —  | —  | —  |
| 1984–1985       | Toronto Maple Leafs   | NHL             | 69   | 12  | 10  | 22  | 44  | —   | —  | —  | —  | —  |
| 1985–1986       | Toronto Maple Leafs   | NHL             | 73   | 22  | 38  | 60  | 52  | 10  | 3  | 6  | 9  | 8  |
| 1986–1987       | Toronto Maple Leafs   | NHL             | 79   | 29  | 44  | 73  | 90  | 13  | 3  | 4  | 7  | 11 |
| 1987–1988       | Toronto Maple Leafs   | NHL             | 65   | 23  | 26  | 49  | 47  | 6   | 2  | 1  | 3  | 0  |
| 1988–1989       | Toronto Maple Leafs   | NHL             | 9    | 1   | 1   | 2   | 4   | —   | —  | —  | —  | —  |
| 1988–1989       | Montréal Canadiens    | NHL             | 64   | 22  | 17  | 39  | 15  | 21  | 8  | 5  | 13 | 18 |
| 1989–1990       | Montréal Canadiens    | NHL             | 80   | 27  | 32  | 59  | 27  | 11  | 5  | 1  | 6  | 10 |
| 1990–1991       | Montréal Canadiens    | NHL             | 79   | 26  | 50  | 76  | 29  | 13  | 8  | 3  | 11 | 7  |
| 1991–1992       | Montréal Canadiens    | NHL             | 27   | 7   | 14  | 21  | 6   | 10  | 1  | 1  | 2  | 4  |
| 1992–1993       | Minnesota North Stars | NHL             | 84   | 36  | 43  | 79  | 49  | —   | —  | —  | —  | —  |
| 1993–1994       | Dallas Stars          | NHL             | 84   | 23  | 57  | 80  | 59  | 9   | 1  | 8  | 9  | 0  |
| 1994–1995       | Dallas Stars          | NHL             | 32   | 7   | 10  | 17  | 13  | —   | —  | —  | —  | —  |
| 1994–1995       | Vancouver Canucks     | NHL             | 13   | 4   | 14  | 18  | 4   | 11  | 4  | 8  | 21 | 21 |
| 1995–1996       | Vancouver Canucks     | NHL             | 81   | 26  | 39  | 65  | 40  | 6   | 1  | 3  | 4  | 2  |
| 1996–1997       | Vancouver Canucks     | NHL             | 47   | 9   | 19  | 28  | 24  | —   | —  | —  | —  | —  |
| 1996–1997       | New York Rangers      | NHL             | 14   | 2   | 5   | 7   | 2   | 15  | 3  | 4  | 7  | 0  |
| 1997–1998       | Los Angeles Kings     | NHL             | 58   | 12  | 6   | 18  | 27  | 4   | —  | —  | —  | 2  |
| 1998–1999       | Los Angeles Kings     | NHL             | 57   | 6   | 13  | 19  | 19  | —   | —  | —  | —  | —  |
| NHL Összesített | NHL Összesített       | NHL Összesített | 1029 | 297 | 447 | 744 | 557 | 129 | 39 | 44 | 83 | 83 |